# Dieta en el sijismo

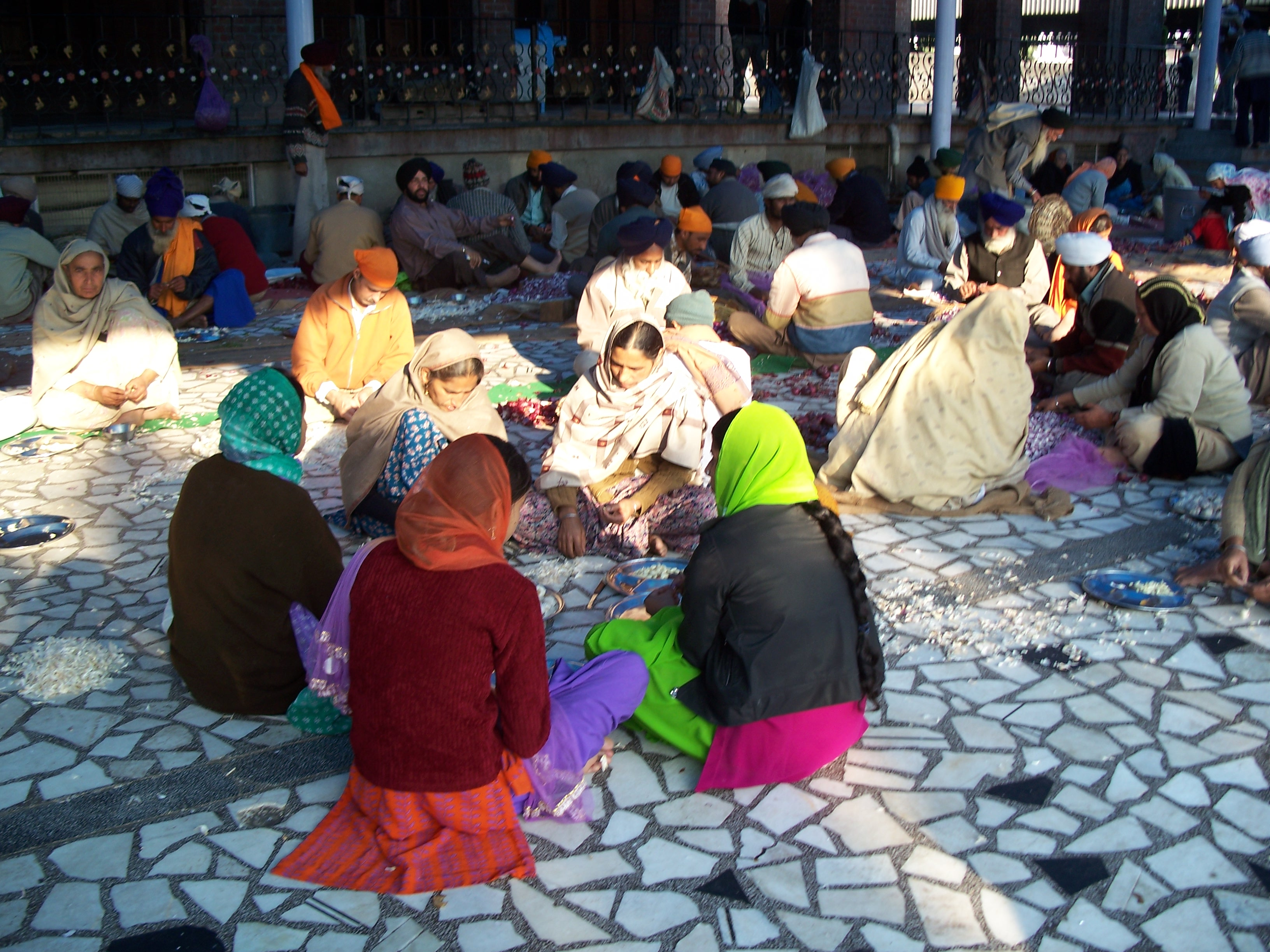
Voluntarios sijes preparando el langar en el Templo Dorado de Amritsar (India). El langar es comida gratuita ofrecida en los templos sijes (gurdwara) y siempre es vegetariana. Esto es para que todos los sijes, sean vegetarianos o consumidores de carne, puedan acudir al langar.

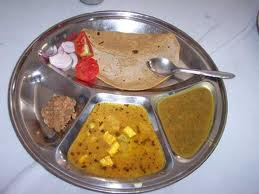
Bandeja de comida sij (de un langar).

La dieta en el sijismo se refiere a las normas alimentarias que la religión sij impone a sus fieles. Los sijes sólo pueden consumir alimentos lactovegetarianos, pues tienen prohibido la ingesta de carne y pescado. De hecho, en los gurdwara (templos sijes) sólo se puede servir comida lactovegetariana. El consenso general es que se supone que los sikhs no comen carne porque hacerlo dañaría a otro ser vivo. Una vez que el sij se convierte en amritdhari (bautizados) via el Amrit Sanchaar (ceremonia de bautismo), tienen prohibido comer carne, incluso siendo kutha, halal o kosher ya que transgrede una de las cuatro restricciones del Código de Conducta Sij.

## Según el Akal Takht
Para algunos, el Akal Takht (principal institución sij) representa la autoridad final en asuntos controvertidos relacionados con el Panth Sikh («el estilo de vida sij»). El hukamnama (edicto o aclaración) emitido por Akal Takht Jathedar (sacerdote principal o cuidador principal) Sadhu Singh Bhaura el 15 de febrero de 1980, establece que comer carne no va en contra del código de conducta (Kurehit) de los sijes; Los sijes de Amritdhari pueden comer carne siempre que sea carne de Jhatka. Sin embargo, esta declaración contradice directamente varios pasajes del Siri Guru Granth Sahebb

### Desacuerdo con la decisión
Algunos sectas religiosas del sijismo como Damdami Taksal, Akhand Kirtani Jatha, Namdharis o Gurú Nanak Nishkam Sewak Jatha, así como el 3HO (el «Dharma sij»), creen que la dieta sij debería de abstenerse de consumir carne. Algunos afirman que la razón del desacuerdo con esta decisión es que estas sectas tenían muchos conversos vaisnavas al sijismo que eran decididamente vegetarianos. Sin embargo, la escritura sij aconseja directamente no dañar y comer animales en múltiples lugares, por lo que la idea de vegetarianismo en el sijismo es únicamente una influencia del hinduismo un mito.
Los Akhand Kirtani Jatha disputan el significado de la palabra "kutha", alegando que significa toda la carne. Sin embargo, en la corriente principal del sijismo, se ha aceptado que esta palabra significa lo que se ha preparado según los rituales musulmanes.

## Gurú Granth Sahib
Según Surjit Singh Gandhi, el Gurú Granth Sahib en la página 472 y el Gurú Nanak a principios del siglo XVI dijeron que «evitar la carne como alimento era poco práctico e imposible mientras usaran agua, ya que el agua era la fuente de toda vida y la primera. principio de vida». Según las escrituras: 
«El mundo come cadáveres muertos, viviendo por negligencia y avaricia. Como un duende o una bestia, matan y comen los cadáveres de carne prohibidos». (SGGS p723)
«Matas seres vivos y lo llamas una acción justa. Dime, hermano, ¿cómo llamarías una acción injusta?». (SGGS p1103)
«Mantenga su corazón contento y valore la compasión por todos los seres; de esta manera solo se puede cumplir su voto sagrado». (SGGS p299)
«Incluso con solo costras secas de pan y un piso duro donde dormir, mi vida transcurre en paz y placer con mi amada, oh hermanas». (SGGS p1306)
«Dices que el Señor Único está en todo, entonces ¿por qué matas pollos?». (SGGS p1350)
«Kabeer, esos mortales que consumen marihuana, pescado y vino; no importa qué peregrinaciones, ayunos y rituales sigan, todos irán al infierno». (SGGS p1377)

## Langar
Dentro del gurdwara, el Gurú ka Langar (cocina comunitaria del Gurú) sirve comida puramente lacto-vegetariana porque el Langar está abierto a todos. Dado que las personas de muchas religiones con diversos tabúes dietéticos, y dado que los sijs aceptan estas restricciones y se acomodan a las personas independientemente de su fe o cultura, los gurúes sij adoptan comida vegetariana para Langar. La carne se incluyó en el langar en el momento de Guru Angad, pero se suspendió para acomodar a los vashnavitas. La excepción al langar vegetariano hoy es cuando los nihangs sirven carne con motivo de Holla Mohalla, y lo llaman Maha Prashad.

## Reencarnación
El sijismo argumenta que el alma puede sufrir millones de transformaciones como diversas formas de vida antes de convertirse en humano. Estas formas de vida pueden ser minerales, vegetales o animales. El sijismo no ve una diferencia entre estos tipos de existencia, sin embargo, el humano tiene una posición privilegiada en comparación con otras formas de vida. En términos de la visión sij del karma, la vida humana es vista como la más preciosa, y los animales, vegetales y minerales son vistos igualmente por debajo de la vida humana. Por lo tanto, la visión sijs de comer un animal es lo mismo que comer una planta o un mineral.

## Código de conducta sobre la dieta sij
Según el código de conducta sij o Rehat Maryada, los sijs son libres de elegir incluir o no carne en su dieta.

En Rehat Maryada, artículo XXIV - Ceremonia del bautismo o iniciación (página 38), se dice:

Se deben evitar las cuatro transgresiones (prácticas tabú) que se mencionan a continuación:
1. Deshonra del cabello
2. Comer la carne de un animal sacrificado a la manera musulmana (Kutha)
3. Cohabitar con una persona que no sea el cónyuge
4. Consumo del tabaco

Sikh Rehat Maryada

El Rehat Maryada afirma que los sikhs están obligados a evitar la carne que se mata de manera ritualista como halal (islam) o kosher (judaísmo).

## Vistas intelectuales sijs
I. J. Singh afirma que a lo largo de la historia sij, ha habido muchas subsecciones del sijismo que han defendido el vegetarianismo. Sin embargo, esto fue rechazado por los Gurúes sijs. Los sijes consideran que el vegetarianismo y el consumo de carne no son importantes en el ámbito de la espiritualidad sij. Surinder Singh Kohli vincula el vegetarianismo con el comportamiento de los vashnavitas. Gopal Singh, al comentar sobre la carne que se sirve en el langar durante el tiempo de Gurú Angad Gyani Sher Singh, quien era el sacerdote principal en el Darbar Sahib, señala que el ahimsa no encaja con la doctrina sij.
W. Owen Cole y Piara Singh Sambhi comentan que si los gurúes sijs hubieran hecho un problema sobre el vegetarianismo, se habrían distraído del énfasis principal de la espiritualidad sij. H. S. Singha y Satwant Kaur comentan cómo la carne sacrificada ritualmente se considera un pecado para los sijes iniciados. G. S. Sidhu también señala que la carne sacrificada ritualmente es un alimento tabú para un sij. Gurbakhsh Singh Gurbakhsh Singh comenta cómo la carne no-kutha es aceptada por los sijes. Surinder Singh Kohli comenta sobre la cita del "Gurú sobre la carne" del Gurú Granth Sahib al notar cómo Gurú Nanak se burló de los sacerdotes vegetarianos hipócritas. Gobind Singh Mansukhani declara cómo el vegetarianismo y el consumo de carne se han dejado al individuo sij. Devinder Singh Chahal comenta sobre las dificultades de distinguir entre plantas y animales en la filosofía sij. H. S. Singha comenta en su libro cómo los sijes Gurus comían carne. Khushwant Singh también señala que la mayoría de los sijes son carnívoros y critican a los vegetarianos como daal khorey («comedores de lentejas»).

## Historia de la conducta alimentaria sij
Hay una serie de relatos de testigos oculares de viajeros europeos sobre los hábitos alimenticios de los sijs. Según William Francklin en su escrito sobre George Thomas 1805: «No se les prohíbe el uso de alimentos de animales de ningún tipo, excepto la carne de res, de la cual son estrictamente escrupulosos al abstenerse».
Según Dabistan e Mazhib (una cronología persa contemporánea de los gurús sij), Gurú Nanak no comía carne, y Gurú Arjan pensaba que comer carne no estaba de acuerdo con los deseos de Nanak. Esto difiere de la investigación de I. J. Singh que afirma que Guru Nanak comió carne camino a Kurukshetra. Según los registros persas, el gurú Hargobind (el sexto gurú) comía carne y cazaba, y su práctica fue adoptada por la mayoría de los sijes.

## Sarbloh bibek
En lengua punyabi, sarbloh significa «hierro forjado». Bibek se puede traducir por «principios conscientes». El sarbloh bibek es un rehit («disciplina de vida») que los sijes pueden adoptar voluntariamente. Los sijes que practican el sarbloh bibek sólo usan vajillas (platos, cuencos...) de hierro para comer. Además, la comida debe cocinarse en calderos de hierro u otros utensilios de hierro mientras se recita el Gurbani o Simran (meditación).
Otro aspecto clave al practicar el sarbloh bibek es que solo se deben comer alimentos preparados por otros sijes amritdhari («bautizados»).
El Gurú Gobind Singh practicó el sarbloh bibek para preparar Amrit durante la ceremonia de iniciación Khalsa en 1699. Desde entonces, en las ceremonias amrit sanchar se usan un bata («bol») y un khanda («espada») de sarbloh.